# 12 Batalion Budowlany
12 Batalion Budowlany  – jednostka służby kwaterunkowo-budowlanej Wojska Polskiego.
Batalion sformowany został w 1950 roku w Oleśnicy, według etatu 19/24, o stanie osobowym 1958 żołnierzy i 26 kontraktowych. Utrzymywany był  poza normą wojska.
Od 15 lutego 1951 roku podlegał szefowi Zarządu Budownictwa Wojskowego Nr 4. W sierpniu 1952 roku, będąc już w podporządkowaniu dowódcy 4 Brygady Budowlanej, przeformowany został na etaty 19/30, o stanie 863 wojskowych i 2 cywili.
Jesienią 1953 roku, stacjonujący w Legnickim Polu 12 batalion budowlany został przeformowany na etat 19/29 o stanie 1670 wojskowych i 22 pracowników cywilnych. Uzupełnienie stanowiła kadra i żołnierze rozformowywanego 20 batalionu budowlanego z Wołowa.
Do 1 lutego 1955 roku dowódca Śląskiego Okręgu Wojskowego rozformował 12 batalion budowlany.